# Sardauna
Sardauna ist eine von 16 Local Government Areas im äußersten Südosten des Bundesstaates Taraba in Nigeria.

## Lage
Sardauna liegt auf der Spitze des Mambilla-Plateaus, das von anderen Städten wie Maisamari und Nguroje durchzogen ist. Die Hauptstadt dieser Local Government Area ist Gembu, die auch die Hauptstadt verschiedener ethnischer Gruppen, wie Mambilla, Kaka, Fulani, Ndola, Tigon, Kambu, Chamba und Panso, ist. Auch andere ethnische Gruppen aus dem Mainstream-Nigeria und der angrenzenden Republik Kamerun, wie Hausa und Kanuri, leben dort.

## Klima
Im Gegensatz zum eher feuchten Klima der meisten anderen Teile Südostnigerias, ist das Klima in diesem Teil des Landes aufgrund seiner Höhenlage relativ kühl; an den meisten Tagen in der Trockenzeit erreicht die Temperatur 20–23 °C und fällt nachts auf 16–18 °C, während in der Regenzeit diese Durchschnittswerte um einige Grad sinken.